# Renaud de Nanteuil
Renaud de Nanteuil (? - 27 septembre 1283) est un évêque de Beauvais.

## Biographie
Renaud de Nanteuil était de l'illustre maison des seigneurs de Nanteuil-le-Haudouin,, lesquels avaient pour ancêtres les anciens comtes de Vexin où il a été descendant du sang de Charlemagne, son père Philippe I de Nanteuil, seigneur de Nanteuil, sa mère Alix, est considéré comme une personne célèbre dans l'histoire de Reims. En 1257, il fait don de tout son pays, y compris de nombreux vignobles à la cathédrale Saint-Pierre de Beauvais.
Il a acheté le château de Thiers-sur-Thève en 1276. À sa mort, le 27 septembre 1283, son neveu Thibaud de Nanteuil lui succède en tant qu'évêque de Beauvais
.